# 松岡修造 (実業家)
松岡 修造（まつおか しゅうぞう、安政6年（1859年）1月16日 - 昭和4年（1929年）10月3日）は、明治から昭和前期の実業家。養子に松岡潤吉。阪急電鉄創業者の小林一三の義父。同姓同名の元プロテニスプレーヤーでタレント・スポーツコメンテーターの松岡修造は玄孫である。

## 人物
安政6年（1859年）摂津国有馬郡塩瀬村ノ内生瀬村（現・兵庫県西宮市塩瀬町生瀬）において、父・松岡治右衛門の次男として生まれる。松岡家は地域の門閥家として代々農業を生業として公職を歴任した家柄であったとされる。
寺子屋で学ぶ以外に特段の学歴はなかったが、年少時より商才に秀でていたといい、松岡汽船（現・商船三井オーシャンエキスパート）を創業。
土居通夫、谷口房蔵らとともに大阪合同紡績（昭和6年（1931年）、東洋紡と合併）を創業したほか、大阪毛斯綸紡績取締役、大阪電気分銅社長、大日本人造肥料監査役などを歴任した。
昭和4年（1929年）、71歳にて死去。